# Plutarco (nome)
Plutarco  è un nome proprio di persona italiano maschile.

## Varianti in altre lingue
- Catalano: Plutarc[5]
- Francese: Plutarque
- Greco antico: Πλούταρχος (Ploutarchos)[2][6][7]
- Inglese: Plutarch[6]
- Latino: Plutarchus[2]
- Russo: Плутарх (Plutarch)
- Spagnolo: Plutarco[5]

## Origine e diffusione

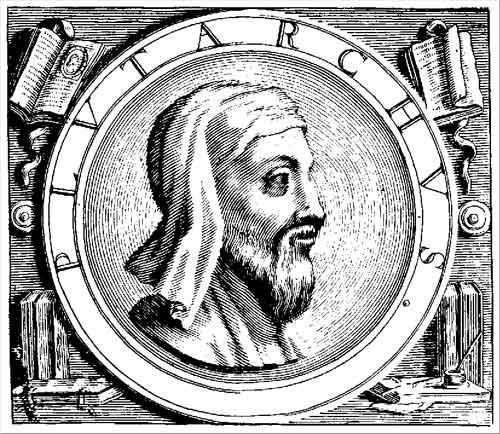
Plutarco

Deriva dal nome greco antico Πλούταρχος (Ploutarchos), latinizzato in Plutarchus; secondo alcune interpretazioni, esso è composto da πλοῦτος (ploutos, "ricchezza") e ἄρχων (archon, "signore"), nel qual caso sarebbe interpretabile come "signore di ricchezze", "molto ricco [di doti]", "governante ricco", "capo dei ricchi", "colui che comanda la ricchezza", significato affine a quelli dei nomi Edmondo ed Edgardo. Altre fonti identificano invece il secondo elemento con ἀρχή (arche, "origine", "fonte"), dando al nome il senso di "fonte della ricchezza".
Il nome è noto principalmente per essere stato portato dal filosofo greco Plutarco, e venne portato anche da un santo martire egiziano. La sua diffusione in Italia è molto scarsa, limitata al Nord e alla Toscana.

## Onomastico
L'onomastico si festeggia il 28 giugno in memoria di san Plutarco, martire con altri compagni ad Alessandria d'Egitto sotto Settimio Severo.

## Persone

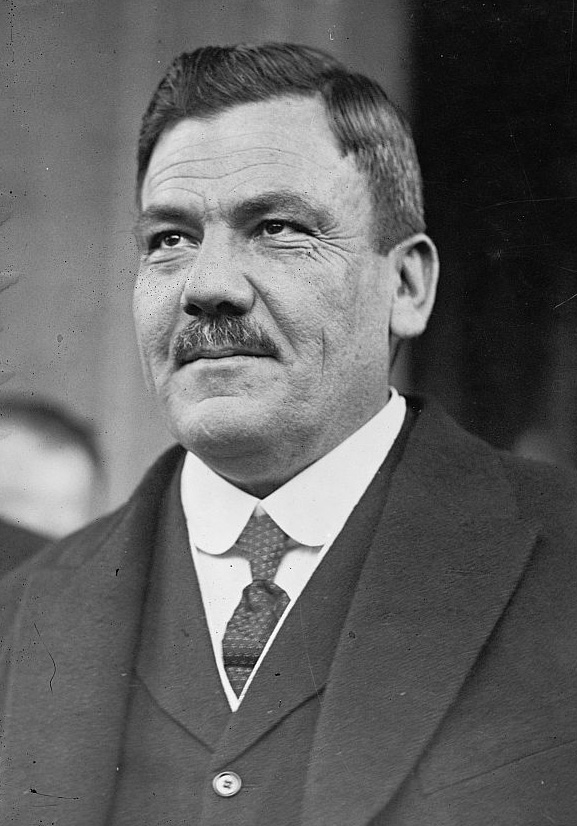
Plutarco Elías Calles

- Plutarco, scrittore e filosofo greco antico
- Plutarco di Atene, filosofo greco antico
- Plutarco Elías Calles, politico e generale messicano

## Il nome nelle arti
- Plutarch Heavensbee è un personaggio della serie di romanzi Hunger Games.